# بان‌تاور
بان‌تاور (انگلیسی: Bahntower) ساختمان اداری ۲۶ طبقه مستقر در پوتسدامر پلاتس، برلین، آلمان است، که در سال ۲۰۰۰ احداث گردید.